# Лясково (Злотовський повіт)
Лясково (пол. Laskowo, нім. Annenfelde) — село в Польщі, у гміні Ліпка Злотовського повіту Великопольського воєводства.
Населення — 73 особи (2011).
У 1975-1998 роках село належало до Пільського воєводства.

## Демографія
Демографічна структура станом на 31 березня 2011 року:
|          | Загалом | Допрацездатний вік | Працездатний вік | Постпрацездатний вік |
| -------- | ------- | ------------------ | ---------------- | -------------------- |
| Чоловіки | 39      | 5                  | 33               | 1                    |
| Жінки    | 34      | 5                  | 20               | 9                    |
| Разом    | 73      | 10                 | 53               | 10                   |